# معبد بن زرارة
أَبُو القَعْقَاعِ مَعْبَدُ بْنُ زُرَارَةَ بْنِ عُدَسٍ بْنِ زَيْدٍ بْنِ عَبْدِ اللهِ الدَّارِمِي التَّمِيمِي (115 ق هـ - 53 ق هـ / 510م - 572م) من سادات العرب وفرسانهم وأشرافهم في الجاهلية، وحضر معبد بن زرارة يوم رحرحان الأول فأُسر على يد بني عامر بن صعصعة ونقلوه إلى أقصى بلادهم في الطائف كي لا يُفلت منهم أو يفتكه قومه، وكان الطائف حصناً منيعاً، فوفد إليهم أخوه لقيط بن زرارة وعرض عليهم مائتين من الإبل فلم يقبلوها منه وقالوا له: «يا أبا نهشل، أنت سيد الناس، وأخوك معبد سيد مُضَر، فلا نقبل فيه إلا دية ملك. وكانت دية الملوك ألف بعير». فلم يلبث معبد إلا قليلاً في الأسر حتى مات، فجمع لقيط قومه بني حنظلة من تميم وغزا بهم بني عامر طالباً بثأر أخيه معبد. وهو والد الصحابي الجليل القعقاع بن معبد.

## اسمه ونسبه
- هو: أبو القعقاع معبد بن زُرَارة بن عُدَس بن زيد بن عبد الله بن دارم بن مالك بن حنظلة الأغر بن مالك بن زيد مناة بن تميم بن مر بن أد بن عمرو بن إلياس بن مُضَر بن نزار بن معد بن عدنان الدارمي الحنظلي التميمي، يُكَنى بأبي القعقاع.[4]

## زوجته وأولاده
تزوج معبد بن زُرَارة الدارمي التميمي من معاذة بنت ضرار بن عمرو الضبية التميمية فولدت له خمسة أولادٍ ذكور وهم:
- القعقاع بن معبد.
- عُمَير بن معبد.
- عُدَس بن معبد.
- ظالم بن معبد.
- ناهش بن معبد.

## إخوته
كان لمعبد بن زُرَارة بن عُدَس الدارمي التميمي تسعة إخوة وهُمَ:
- خُزَيمة بن زُرَارة وهو أكبر أولاده وبه يُكَنى أبا خُزَيمة.
- لقيط بن زُرَارة كان شاعراً سيداً شريفاً وقُتِل في يوم شعب جبلة في الجاهلية.
- حاجب بن زُرَارة كان سيداً شريفاً ويُقَال له ذو القوس لإنه رهن قوسه عن العرب كلها عند كسرى ملك الفرس في الجاهلية ثم أدرك الإسلام وهو شيخ كبير فأسلم، وهو والد الصحابي عطارد بن حاجب.[7]
- علقمة بن زُرَارة.
- عمرو بن زُرَارة.
- مالك بن زُرَارة.
- لبيد بن زُرَارة.
- عبد مناة بن زُرَارة.
- الحارث بن زُرَارة.